# خطوط الصين المتحدة
خطوط الصين المتحدة الجوية، أنشأت خطوط الصين المتحدة في 1986. مطارها الأساسي في الصين.